# Vutö
A vutö (wude) (武德) egy kínai kifejezés, a harcos erkölcsi tartására vonatkozó szabályrendszer, harcművészeti etikai kódex. Az erényes viselkedésnek az alapjait azon a módon fekteti le, hogy az érthető, egyszerű, követhető, egyenes és tiszta legyen. Az alapvetések megegyeznek a japán szamuráj-erényekkel és az európai kultúrkörben szintén széles körben ismert középkori eredetű lovagi erényekkel. A vu-tö (wu-de) írásjegye a 武 (vu (wu)) azaz „harc” és a 德 (tö (de)) „erkölcs” jelentésű írásjegyek összetétele.
A régi harcművész mesterek felfogása szerint egy harcosnak nem csak azt kell megtanulnia, hogyan alkalmazza a technikákat, hanem azt is, hogyan éljen tiszteletreméltó életet (高尚的生活, kaosang tö senghuo (gāoshàng de shēnghuó)). A koncpeció első említésére már az Kr.e. hatodik századból is van példa. A harci technikák oktatását minden esetben megelőzte az erkölcsi nevelés, hogy a komoly harci értékkel bíró tudás biztosan jó kezekbe kerüljön.
A vutö (wude) szerint a harcos cselekedeteit és gondolkodásmódját meghatározzák a következő erkölcsi normák: az akarat, a kitartás, az állhatatosság, a türelem és bátorság (a cselekvés kötelezettségei), valamint a tisztelet, az alázat, az igazságosság, a bizalom és a hűség (az elme kötelezettségei).

## Erkölcsi normák
A vutö (wude) szerint a harcos cselekedeteit és gondolkodásmódját is meghatározzák az erkölcsi normák, melyek a következőek:
| Kötelezettség | Írásjegy | Pinjin    | Magyaros    |
| ------------- | -------- | --------- | ----------- |
| Akarat        | 要       | yào       | jao         |
| Kitartás      | 耐力     | nài lì    | naj li      |
| Állhatatosság | 恒性     | héng xìng | heng hszing |
| Türelem       | 耐心     | nài xīn   | naj hszin   |
| Bátorság      | 勇       | yǒng      | jung        |

| Kötelezettség | Írásjegy | Pinjin   | Magyaros  |
| ------------- | -------- | -------- | --------- |
| Tisztelet     | 竦       | sǒng     | szung     |
| Alázat        | 谦卑     | qiān bēi | csien pej |
| Igazságosság  | 义       | yì       | ji        |
| Bizalom       | 孚       | fú       | fu        |
| Hűség         | 忠       | zhōng    | csung     |